# Ліберті (округ Тайога, Пенсільванія)
Ліберті (англ. Liberty) — місто (англ. borough) в США, в окрузі Тайога штату Пенсільванія. Населення — 249 осіб (2010).

## Географія
Ліберті розташоване за координатами 41°33′30″ пн. ш. 77°6′24″ зх. д. / 41.55833° пн. ш. 77.10667° зх. д. (41.558281, -77.106715).  За даними Бюро перепису населення США в 2010 році місто мало площу 1,49 км², уся площа — суходіл. В 2017 році площа становила 1,23 км², уся площа — суходіл.

## Демографія
Згідно з переписом 2010 року, у селищі мешкало 249 осіб у 85 домогосподарствах у складі 64 родин. Густота населення становила 167 осіб/км².  Було 93 помешкання (62/км²).
Расовий склад населення:
| - 97,6 % — білих - 1,6 % — чорних або афроамериканців |

До двох чи більше рас належало 0,8 %. Частка іспаномовних становила 0,0 % від усіх жителів.
За віковим діапазоном населення розподілялося таким чином: 34,5 % — особи молодші 18 років, 56,3 % — особи у віці 18—64 років, 9,2 % — особи у віці 65 років та старші. Медіана віку мешканця становила 33,6 року. На 100 осіб жіночої статі у селищі припадало 99,2 чоловіків;  на 100 жінок у віці від 18 років та старших — 91,8 чоловіків також старших 18 років.
Середній дохід на одне домашнє господарство  становив 50 414 долари США (медіана — 38 125), а середній дохід на одну сім'ю — 58 374 долари (медіана — 57 500). Медіана доходів становила 33 750 доларів для чоловіків та 35 833 долари для жінок. За межею бідності перебувало 14,5 % осіб, у тому числі 27,6 % дітей у віці до 18 років та 0,0 % осіб у віці 65 років та старших.
Цивільне працевлаштоване населення становило 82 особи. Основні галузі зайнятості: освіта, охорона здоров'я та соціальна допомога — 30,5 %, виробництво — 18,3 %, роздрібна торгівля — 14,6 %.